# Actinoscirpus
Actinoscirpus (Ohwi) R.W.Haines & Lye é um género botânico pertencente à família Cyperaceae.
O gênero é composto por uma única espécie.

## Sinonímia
- Hymenochaeta P.Beauv. (SUH)

## Espécies
- Actinoscirpus grossus L.f.) Goetgh. & D.A.Simpson